# Potez 25
Potez 25 (también escrito Potez XXV) fue un biplano francés diseñado por la firma francesa Potez en los años 1920, siendo uno de los aviones más populares del periodo de entreguerras.
Diseñado como un cazabombardero multipropósito, también se utilizó en una gran variedad de cometidos, incluyendo misiones de combate y escolta, bombardero táctico y misiones de reconocimiento. En las décadas de los años 1920 y 1930, el Potez 25 era el avión multiusos estándar que estaba en servicio en más de veinte fuerzas aéreas, principalmente la francesa, polaca y yugoslava. También fue una aeronave popular entre los operadores privados, en particular las empresas de transporte por correo.

## Historial de operaciones

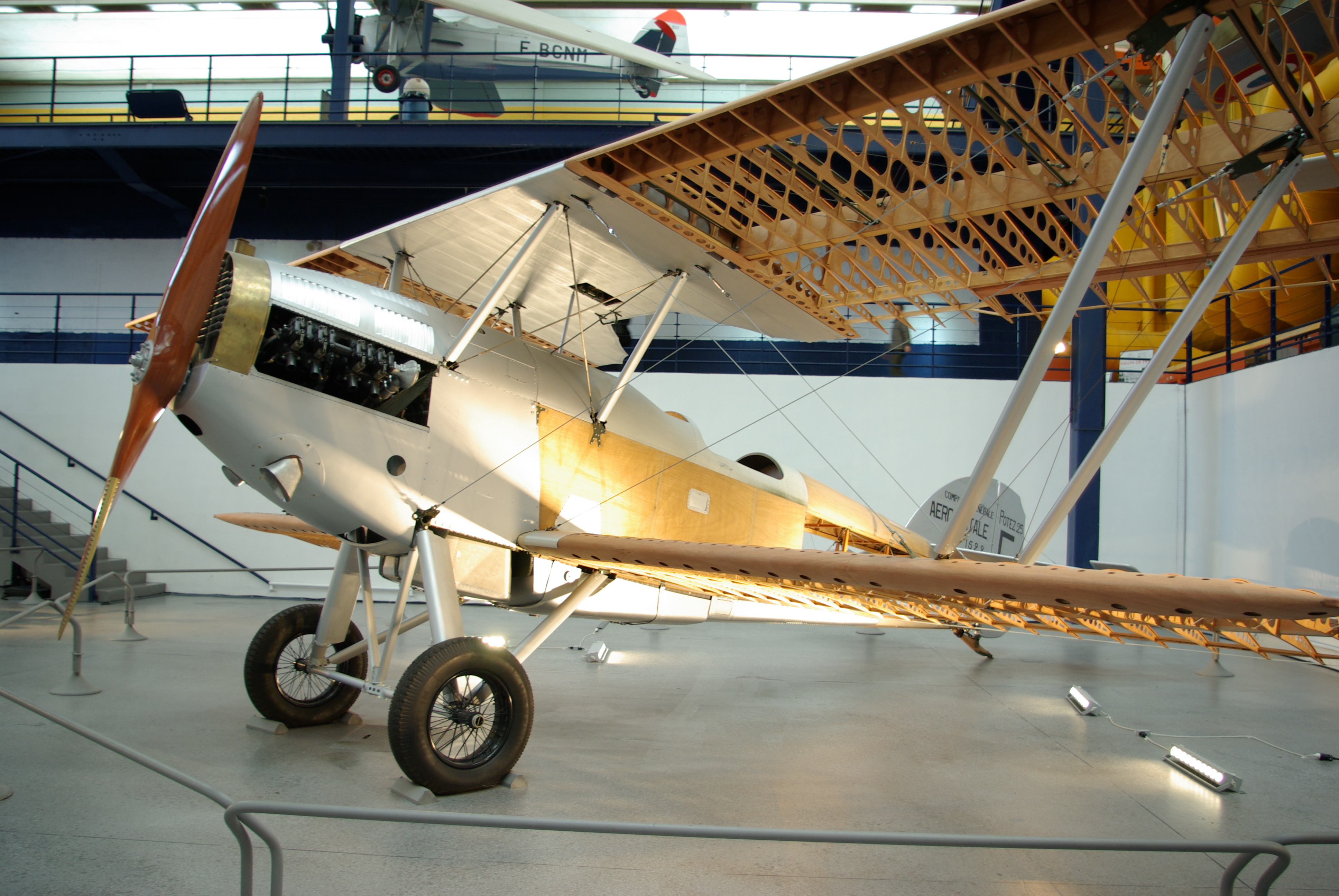
Potez 25 exhibido en el Musee de l'Air et de l'Espace, Le Bourget, Francia

El Potez estaba construido en metal y madera, y a pesar de su pequeño tamaño, su potente motor generaba una velocidad respetable. Al poco tiempo de su aparición la factoría Potez recibió un encargo de 150 aviones para el Gobierno francés. Siete años después de su aparición el Potez 25 se había convertido en uno de los aviones más exportados y utilizados en un gran número de países, desempeñando además un gran número de funciones que iban desde el transporte, los servicios postales, los "rallies" de carreras o las misiones de combate.
El avión fue fabricado en Francia entre 1926 y 1934, aunque también se concedieron licencias para su fabricación en Polonia, Portugal, Rumanía y Yugoslavia. El Ejército del Aire francés llegó a recibir de 2.400 aparatos, mientras que la producción total fue de más de 3.500 aparatos, sirviendo en 15 fuerzas aéreas y con 87 variantes.
Los Potez 25 intervinieron en la Guerra del Chaco (1932-1935) con la Fuerza Aérea Paraguaya. Posteriormente varios Potez 25 fueron enviados a las fuerzas de Haile Selassie que participarían en la segunda guerra ítalo-etíope (1935-1936). A través de distintas fuentes, algunos aparatos acabaron siendo enviados a España y participaron en la Guerra civil española (1936-1939) encuadrados en las Fuerzas Aéreas de la República Española, a pesar de que para entonces ya se encontraban obsoletos.
Los últimos Potez operativos estaban destinados en la Indochina francesa, en 1945.

## Operadores
Afganistán
- Fuerza Aérea Afgana

 Argentina
- Aeroposta Argentina SA

 Bélgica
- Fuerza Aérea Belga

 Brasil
- Fuerza Aérea Brasileña

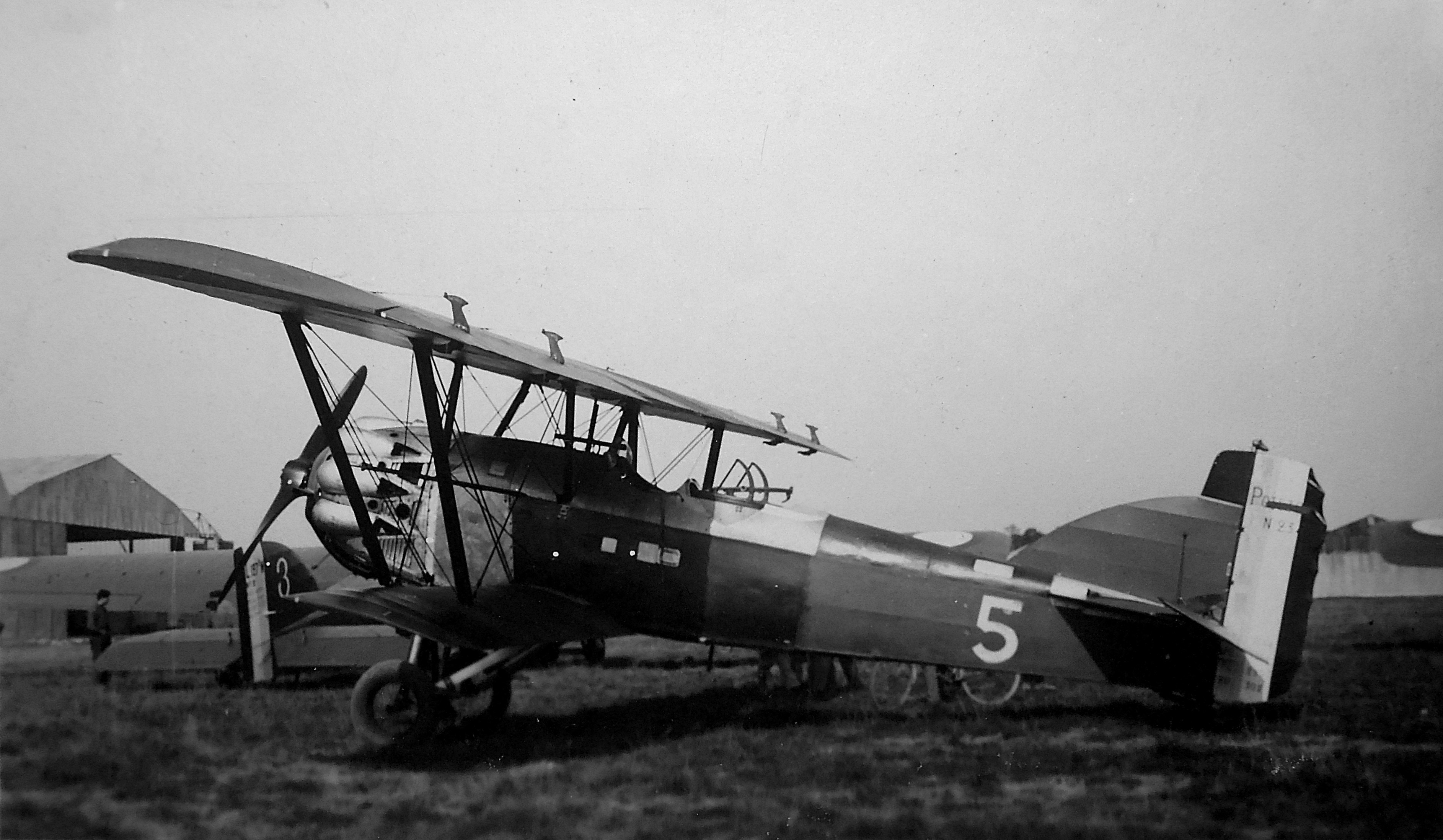
Potez 25 A2.

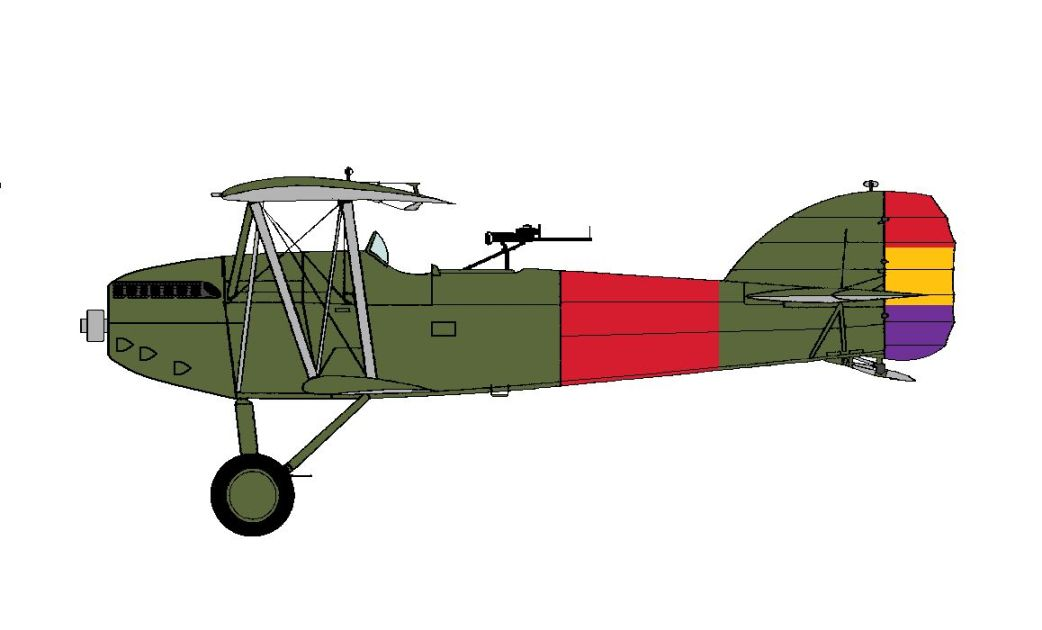
Potez 25 TOE de las FARE

 Estado Independiente de Croacia
- Zrakoplovstvo Nezavisne Države Hrvatske

 Estados Unidos
- Cuerpo Aéreo del Ejército de los Estados Unidos

 Etiopía
- Fuerza Aérea de Etiopía

 Estonia
- Fuerza Aérea Estonia

 Finlandia
- Fuerza Aérea Finlandesa

 Francia
- Ejército del Aire Francés

 Francia Libre
- Fuerzas Aéreas Francesas Libres

 Grecia
- Fuerza Aérea Griega

 Guatemala
- Fuerza Aérea Guatemalteca

 Japón
- Servicio Aéreo de la Armada Imperial Japonesa
- Servicio Aéreo del Ejército Imperial Japonés

 Paraguay
- Fuerza Aérea Paraguaya

 Polonia
- Fuerza Aérea de Polonia

 Portugal
- Fuerza Aérea Portuguesa

 República de China
- Fuerzas Aéreas de la China Nacionalista

 República Española
- Fuerzas Aéreas de la República Española (FARE)

 Rumanía
- Real Fuerza Aérea Rumana

 Suiza
- Fuerza Aérea Suiza

 Turquía
- Fuerza Aérea Turca

 Uruguay
- Fuerza Aérea Uruguaya

 Unión Soviética
- Fuerza Aérea Soviética

 Reino de Yugoslavia
- Real Fuerza Aérea Yugoslava

## Especificaciones

### Características generales
- Tripulación: Dos
- Longitud: 9,02 m
- Envergadura: 14,04 m
- Altura: 3,59 m
- Superficie alar: 51,4 m²
- Peso vacío: 1490 kg
- Peso cargado: 2558 kg
- Peso útil: 1068 kg
- Planta motriz: 1× motor lineal W12 refrigerado por líquido Lorraine-Dietrich 12Eb.
  - Potencia: 357 kW (478 hp)
- Hélices: Bipala

### Rendimiento
- Velocidad máxima operativa (Vno): 230 km/h
- Alcance: 214 km
- Techo de vuelo: 5500 m (18 044 pies)
- Régimen de ascenso: 3,5 m/s (688,8 pies/min)
- Carga alar: 49,8 kg/m²